# Koda Masakazu
Masakazu Koda (sinh ngày 12 tháng 9 năm 1969) là một cầu thủ bóng đá người Nhật Bản.

## Sự nghiệp câu lạc bộ
Masakazu Koda đã từng chơi cho Sanfrecce Hiroshima, Vissel Kobe, Yokohama FC và Ehime FC.